# Инкон
Инкон (также Хакон и Инге; фр. Incon, норв. Håkon, Inge; умер не ранее 937) — граф Нанта с приблизительно 930 года.

## Биография
Имя Инкона упоминается в хронике Флодоарда. Скорее всего, это вариант норвежского имени Хакон или Инге, так как сам Инкон бы викингом.
Инкон стал графом Нанта после смерти Рогнвальда. В 930 году правитель Западно-Франкского королевства Рауль воевал с норманнам в Лиможе. Возможно, Инкон участвовал в этом военном конфликте.
В следующем году король Рауль, в день Святого Михаила (29 сентября), убил всех захватчиков Бретани во главе с их лидером Фелеканом. После этого знатный викинг Инкон вторгся в Бретань и постепенно начал её завоёвывать. В 935 году возвращавшиеся в Нант викинги были настигнуты франками в Берри, атакованы и растерзаны на куски жителями.
Франкские анналы не дают дополнительной информации об этой личности. Инкон столкнулся с наступлением Алена II Кривой Бороды и был выслан обратно в Скандинавию в 937 году.